# TOP Media
TOP Media (kor. 티오피미디어) – południowokoreańska agencja talentów założona przez członka zespołu Shinhwa, Andy’ego. TOP Media została założona w lipcu 2005 roku jako ND Entertainment (New Dream Entertainment). Do wytwórni należą także tacy artyści jak Teen Top, 100% i UP10TION.

## Artyści

### Soliści
- Andy
- Niel (Teen Top)

### Grupy
- Teen Top
- 100%
- UP10TION
- MCND

### Aktorzy
- Niel
- Changjo
- Park Dong-min

#### Aktorzy musicalowi
- Chunji
- Ricky
- Rockhyun

### Byli artyści
- Jang Hyun-woo
- Jumper (2009)
- L.Joe (z Teen Top; 2010–2017)
- 100%
  - Lee Sang-hoon (2012–2014)
  - Woo Changbum (2012–2016)
  - Seo Min-woo[a] (2012–2018)